# Orlen Cup 2013
1. Orlen Cup – mityng lekkoatletyczny rozegrany 19 czerwca 2013 na Starym Rynku w Płocku.
Rozegrane zostały konkursy skoku o tyczce i pchnięcia kulą mężczyzn.
Transmisję z zawodów przeprowadziła TVP Sport.

## Rezultaty
| Konkurencja:            | 1. miejsce        | Rezultat | 2. miejsce      | Rezultat | 3. miejsce          | Rezultat |
| Skok o tyczce mężczyzn  | Raphael Holzdeppe | 5,80     | Lázaro Borges   | 5,70     | Siergiej Kuczerianu | 5,65     |
| Pchnięcie kulą mężczyzn | Tomasz Majewski   | 20,70    | Dylan Armstrong | 20,67    | Tim Nedow           | 20,12    |